# Operation: I.N.T.E.R.V.I.E.W.S.
Operación: R.E.L.A.T.O. (en inglés Operation: I.N.T.E.R.V.I.E.W.S.) es una película para televisión escrita y dirigida por Tom Warburton para la cadena Cartoon Network emitida por primera vez el 21 de enero de 2008 en Estados Unidos y el 15 de abril del mismo año en Latinoamérica. Es la tercera película de la serie KND: Los Chicos del Barrio después de Operación: C.E.R.O. y la película Crossover con Las sombrías aventuras de Billy & Mandy Las sombrías aventuras de Los chicos del barrio y es canónicamente considerado como el final de la serie. La trama gira alrededor de los ya adultos exmiembros del Sector V, quienes son entrevistados por una entidad desconocida (aunque se revela al final que se trata de Padre) que logra revertir temporalmente los efectos amnésicos de la destitución para entrevistarlos sobre su última misión con Número 1, en la cual en un nuevo intento de obtener el pastel de Los de la Otra Cuadra, se ven obligados a participar en un juego de búsqueda de objetos en la que participan la gran mayoría de los personajes vistos a lo largo de la serie. La película es contada en forma anecdótica con escenas animadas para el pasado y en imagen real en el presente.

## Argumento
Es una película animada aunque la entrevista es en imagen real. Número 2, 3, 4 y 5 recuperan la memoria como adultos y cuentan lo sucedido a número 1 en la Misión final. El sector V trata de robar el pastel de los chicos de la otra cuadra pero fracasan, por lo que 362 les quita la misión y se lo da al sector W. Número 1 se molesta y no se da por vencido, regresan a su sector y encuentran a padre, que estaba a punto de revelar al pastel a todos los niños del mundo. Pero al revelarlo resulta que el pastel ha desapercido. En eso un miembro de la célula rebelde les dice a cada Miembro de los KND que deben ir en búsqueda del pastel. Durante la cacería, el sector V es el último en llegar al lugar y están perdiendo la cacería. Durante las entrevistas, se revelan algunas cosas inesperadas: sobre número 2 y 4 (Como número 2 ha perdido la mayor parte de su inteligencia, mientras que el número 4 tiene graduación de la Universidad de Harvard y Número 3 está ahora a cargo de Simios Arcoíris Inc. además números 3 y 4 se han casado. Mientras que los números 2 y 5 también se casaron. El sector W va por el objeto que vale más puntos en la búsqueda: La pipa de Padre y entonces el sector V va a ayudarles antes de que padre los incinere. Después de robar la pipa de padre, número 1 gana la caza y es asignado para ayudar a Los chicos del Barrio Galácticos. Después de despedirse de sus padres (que habían recuperado su memoria para ello) y su sector, dejando el número 5 en el cargo, número 1 deja la tierra por lo que parece para siempre. Después se realizan las entrevistas, vemos a número 5 diciendo ya no recuerda lo que continuó, pero ella espera que ayudara a responder a las preguntas del entrevistador. El hombre afirma que la información es de gran ayuda y después la cámara gira en torno a demostrar que el entrevistador es realmente padre, quien dice: "Ahora sé donde está número 1!" La transmisión se interrumpe momentáneamente y cuando devuelve, vemos número 5 hablando por un teléfono de 2 x 4 y le oímos decir "sí, le dijimos todo lo que quería oír. ¿Te veré en la Base Lunar Cierto? Oh... y número 1..., Bienvenido. Lo que indica que, al menos nunca fueron sobreasignados Número 1 y 5, y que los acontecimientos relativos a la GKND fueron completamente ficticios. En la parte final de la película aparecen escenas de todos los capítulos y por último un imagen del sector V diciendo: Sigan siendo niños.

## Reparto
| Personaje                                                       | Actor Original (EE. UU.)                      | Actor de voz (Hispanoamérica)                                     |
| --------------------------------------------------------------- | --------------------------------------------- | ----------------------------------------------------------------- |
| Número 1/Miguel One                                             | Benjamin Diskin                               | Óscar Flores                                                      |
| Número 2/Guillermo "Memo" González Jr.                          | Benjamin Diskin                               | Luis Daniel Ramírez                                               |
| Número 2/Guillermo "Memo" González Jr.                          | Ric Stoneback                                 | Armando Réndiz (Adulto)                                           |
| Número 3/Kuki Kiut                                              | Lauren Tom                                    | Gaby Ugarte                                                       |
| Número 3/Kuki Kiut                                              | Sonnie Brown                                  | Ruth Toscano (Adulta)                                             |
| Número 4/Wilfrido "Güero" Torres                                | Dee Bradley Baker                             | Benjamín Rivera                                                   |
| Número 4/Wilfrido "Güero" Torres                                | Curt Hostetter                                | Ulises Maynardo Zavala (Adulto)                                   |
| Número 5/Abigail "Abby" Olivera                                 | Cree Summer                                   | Ariadna Rivas                                                     |
| Número 5/Abigail "Abby" Olivera                                 | Fran Jaye                                     | Sarah Souza (Adulta)                                              |
| Número 362/Rachel McKenzie                                      | Rachael MacFarlane                            | Claudia Motta                                                     |
| Número 86/Fanny Fulbright                                       | Jennifer Hale                                 | Elsa Covián                                                       |
| Número 83/Sonya                                                 | Janice Kawaye                                 | Mayra Arellano                                                    |
| Número 84/Lee                                                   | Janice Kawaye                                 | Mariana Ortiz                                                     |
| Número 74.239                                                   | Dave Wittenberg                               | Irwin Daayán                                                      |
| Número 71.562                                                   | James Arnold Taylor                           | Elsa Covián                                                       |
| Número 363/Harvey McKenzie                                      | Jennifer Hale                                 | Rossy Aguirre                                                     |
| Número 1-Amor                                                   | Keith Ferguson                                | Rodrigo Carralero                                                 |
| Número 0/Montgomery "Monty" Uno (Papá de Número 1)              | Dave Wittenberg                               | Paco Mauri                                                        |
| Número 999/Sra. Uno (Mamá de Número 1)                          | Jennifer Hale                                 | Norma Iturbe                                                      |
| Los de la Otra Cuadra (Bruce, Constance, Lenny, Ashley y David) | Benjamin Diskin Dee Bradley Baker Cree Summer | Andrea Orozco Luis Fernando Orozco Alejandro Orozco Gabriel Ramos |
| Benedicto "Padre" Wigglestein-Uno                               | Maurice Lamarche                              | Andrés García                                                     |
| Excusator                                                       | Dee Bradley Baker                             | Igor Cruz                                                         |
| Lydia González (Abuela de Número 2)                             | Candi Milo                                    | Gloria Obregón                                                    |
| Conde Tundácula                                                 | Daran Norris                                  | Andrés García                                                     |
| Barba Pegajosa                                                  | Mark Hamill                                   | José Luis Orozco                                                  |
| El jefe                                                         | Jeff Glen Bennett                             | José Luis Miranda                                                 |
| Sr. Wink & Sr. Fibb                                             | Dee Bradley Baker                             | Óscar Flores                                                      |
| Sr. Wink & Sr. Fibb                                             | Tom Kenny                                     | Igor Cruz                                                         |
| Frenos                                                          | Tom Kenny                                     | Óscar Flores                                                      |
| Shogun Roquefort                                                | Fred Tatasciore                               | Gustavo Melgarejo                                                 |
| Robin Food                                                      | Rob Paulsen                                   | Antonio Gálvez                                                    |
| Boca de Excusado                                                | Maurice Lamarche                              | Daniel Lacy                                                       |
| Nick & Chip                                                     | James Arnold Taylor                           | Igor Cruz                                                         |
| Nick & Chip                                                     | Dee Bradley Baker                             | Óscar Flores                                                      |

- Datos: Q5957487